# لامین یامال
لامین یامال نصراوی ایبانا (اسپانیایی: Lamine Yamal Nasraoui Ebana‎؛ زادهٔ ۱۳ ژوئیهٔ ۲۰۰۷)، بازیکن فوتبال اهل اسپانیا است که به عنوان وینگر راست برای باشگاه بارسلونا در لالیگا و تیم ملی اسپانیا بازی می‌کند. یامال پرورش‌یافته آکادمی جوانان بارسلونا، لا ماسیا، است و در سال ۲۰۲۳ در ۱۵ سالگی اولین بازی خود را برای تیم اصلی انجام داد. او به‌سرعت خود را به عنوان بازیکنی کلیدی در تیم بارسلونا تثبیت کرد و در سال بعد موفق به کسب جایزه کوپا شد. با توانایی‌های برجسته در پاس‌کاری، خلق فرصت‌های گلزنی و شوت‌زنی، به‌طور گسترده به عنوان یکی از برترین بازیکنان جوان فوتبال در جهان شناخته می‌شود.
یامال رکوردهای متعددی را در اختیار دارد، از جمله جوان‌ترین بازیکن حاضر در فینال مسابقات قهرمانی اروپا (یورو) در ۱۷ سالگی، جوان‌ترین بازیکن در تاریخ رقابت‌های یورو در ۱۶ سالگی، جوان‌ترین گلزن در مراحل حذفی یورو در ۱۶ سالگی، جوان‌ترین گلزن در کل مسابقات یورو در ۱۶ سالگی، جوان‌ترین بازیکن در مراحل حذفی یورو در ۱۶ سالگی، جوان‌ترین نامزد دریافت جایزه توپ طلا در ۱۷ سالگی، و جوان‌ترین گلزن در بالاترین سطح لیگ فوتبال اسپانیا در ۱۶ سالگی.
یامال در رده‌های مختلف سنی برای تیم ملی اسپانیا بازی کرده و در سال ۲۰۲۳ اولین بازی خود را برای تیم بزرگسالان انجام داد و با ۱۶ سال سن، جوان‌ترین بازیکنی شد که برای اسپانیا به میدان رفته و گلزنی کرده است. او برای یورو ۲۰۲۴ انتخاب شد و نقش مهمی در قهرمانی چهارم اسپانیا در این رقابت‌ها ایفا کرد، ضمن اینکه جایزهبهترین بازیکن جوان تورنمنت را نیز دریافت نمود

## اوایل زندگی
لامین یامال نصراوی ایبانا در ۱۳ ژوئیه ۲۰۰۷ در اسپلوگس د یبرگات، در منطقه شهری بارسلونا در کاتالونیا به دنیا آمد. پدر و مادر او به نام‌های شیلا ایبانا (گارسون) و مونیر نصراوی (نقاش ساختمان) هستند. مادر یامال اهل باتا در گینه استوایی و پدرش اهل عرائش در مراکش است. نام او به‌منظور بزرگداشت دو نفر به نام‌های لامینه و یامال که پیش از تولد پسرشان به خانواده کمک مالی کرده بودند، انتخاب شد. یامال مسلمان است.
والدین او زمانی که یامال سه ساله بود از هم جدا شدند، اما هر دو در طول دوران کودکی‌اش در کنار او باقی ماندند. خانواده آن‌ها در ماتارو زندگی می‌کردند، اما پس از جدایی والدین، مادر یامال به گرانیرس نقل مکان کرد. در این زمان، یامال فوتبال را در چهار سالگی در باشگاه محلی لا تورِتا آغاز کرد. او بین این دو شهر دررفت‌وآمد بود تا زمان خود را با والدینش بگذراند. یامال در روکافوندا، محله‌ای که از سوی ال پائیس به‌عنوان «فراموش‌شده، ایزوله‌شده و با برچسب‌های منفی» توصیف شده، بزرگ شد. او در جشن‌های گلزنی‌اش با اشاره به عدد ۳۰۴، آخرین ارقام کد پستی محله (۰۸۳۰۴) این مکان را گرامی می‌دارد. پس از موفقیت‌هایش، استفاده از این شماره به او اعتبار و افتخار خاصی برای جامعه کارگری روکافوندا بخشیده است.
در شش سالگی، یامال توسط باشگاه فوتبال بارسلونا شناسایی شد و برای شرکت در تمرینات به آکادمی لا ماسیا دعوت شد و در سال ۲۰۱۴ با این باشگاه قرارداد بست. او سپس به بارسلونا نقل مکان کرد تا در این آکادمی زندگی کرده و تمرین کند. در طول دوران بزرگ شدن، الگوهای او در فوتبال رونالدینیو، لیونل مسی و نیمار بودند.
در ۱۴ اوت ۲۰۲۴، پدر یامال در یک پارکینگ در ماتارو مورد حمله چاقو قرار گرفت. او آسیب‌های جزئی دید و سه روز بعد از بیمارستان مرخص شد. پلیس چهار نفر را که در این حمله دخیل بودند، بازداشت کرد.

## دوران باشگاهی

### بارسلونا
اولین بازی رسمی او برای تیم اصلی در تاریخ ۲۹ آوریل ۲۰۲۳ مقابل رئال بتیس بود که به عنوان بازیکن تعویضی در دقیقه ۸۳ وارد زمین شد. ژاوی سرمربی وقت بارسا او را برای اولین بار کشف کرد به تیم اصلی آورد. در تاریخ ۲ اکتبر ۲۰۲۳، قرارداد لامین یامال ۱۶ ساله با بارسلونا تا سال ۲۰۲۶ با بند فسخ یک میلیارد یورویی تمدید شد. با توجه به سن یامال، که به ۱۸ سالگی نرسیده است، امکان امضای قرارداد بلندمدت‌تر وجود نداشت.

## دوران ملی
وی همچنین در تیم‌های ملی فوتبال زیر ۱۵، زیر ۱۶، زیر ۱۷ و زیر ۱۹ سال اسپانیا و در نهایت بزرگسالان اسپانیا بازی کرده است. یامال در روز ۸ سپتامبر ۲۰۲۳ در اولین بازی ملی خود در تیم ملی اسپانیا توانست اولین گل ملی خود را مقابل تیم ملی فوتبال گرجستان به ثمر برساند و با این گل و با ۱۶ سال و ۵۷ روز جوان‌ترین گلزن و بازیکن تاریخ تیم ملی فوتبال اسپانیا گردد. پیش از این هر دو رکورد در اختیار گاوی بود. علاوه بر این، یامال با پشت سر گذاشتن رکورد گرت بیل که در سن ۱۷ سال و ۸۳ روز گلزنی کرد، به جوانترین گلزن یک بازی مقدماتی یورو تبدیل شد. یامال در جام ملت‌های اروپا ۲۰۲۴ با ۱ گل و ۴ پاس گل نقش تعیین‌کننده‌ای در قهرمانی اسپانیا داشت و توانست عنوان بهترین بازیکن جوان این جام را کسب کند.

## سبک بازی
یامال یک مهاجم چپ پا با پاس‌های عالی و توانایی‌های ایجاد فرصت، می‌تواند به عنوان مهاجم مرکزی، هافبک تهاجمی یا وینگر، به ویژه در جناح راست بازی کند. به عنوان یک وینگر راست، اکثر اوقات دوست دارد با پای چپ بازی کند. او همچنین این توانایی را دارد که توپ را به سمت تیرک منحنی کند.
یامال در یورو ۲۰۲۴ عملکرد قابل توجهی داشت و در نیمه نهایی مقابل فرانسه یک گل به ثمر رساند و در مقابل چندین تیم از جمله کرواسی، گرجستان، آلمان و انگلیس ۴ پاس گل داد. یامال در این تورنمنت مهارت خود را در ایجاد موقعیت با ارسال سانترها به سمت تیرک دورتر و همچنین شوت زنی از راه دور به نمایش گذاشت.
یامال با مشخصات فنی خود، مانند بسیاری از محصولات قبل از او، با لیونل مسی، بازیکن سابق بارسلونا مقایسه شد. یامال همچنین از نیمار بازیکن سابق بارسلونا به عنوان تأثیر عمده بر سبک بازی خود یاد کرده است.

## افتخارات
- فردی
- بازیکن جوان مسابقات قهرمانی اروپا یوفا: ۲۰۲۴
- گل برتر مسابقات قهرمانی اروپا: ۲۰۲۴
- بازیکن فصل زیر ۲۳ سال لالیگا: ۲۰۲۴–۲۰۲۳، ۲۰۲۵–۲۰۲۴
- بازیکن ماه لالیگا: سپتامبر ۲۰۲۴
- بازیکن ماه لالیگا زیر ۲۳ سال: آگوست ۲۰۲۳، آگوست ۲۰۲۴، فوریه ۲۰۲۵
- گل ماه لالیگا: مارس ۲۰۲۴
- بازیکن ماه مردان IFFHS: آوریل ۲۰۲۵
- پسر طلایی: ۲۰۲۴
- جایزه کوپا: ۲۰۲۴
- بهترین بازیکن جوان جهان از نگاه IFFHS مردان: ۲۰۲۴
- جایزه جوان‌ترین بازیکن از سوی توتو اسپورت: ۲۰۲۳
- جوایز گلوب ساکر - بهترین بازیکن جوان: ۲۰۲۴ (نسخه اروپایی) و

۲۰۲۴ (نسخه دبی)
- جایزه ورزشی جهانی لاروس: ۲۰۲۵
- بهترین گلزن مسابقات قهرمانی زیر ۱۷ سال اروپا: ۲۰۲۳ (۴ گل)
- بهترین پاسور مسابقات قهرمانی اروپا یوفا: ۲۰۲۴ (۴ پاس گل)
- تیم منتخب مسابقات قهرمانی اروپا یوفا: ۲۰۲۴
- تیم منتخب ۱۱ نفره مردان جهان فیفا: ۲۰۲۴
- تیم منتخب مردان جهان IFFHS :۲۰۲۴
- تیم منتخب مردان یوفا ۲۰۲۴: IFFHS
- منتخب تیم جهانی جوانان (زیر ۲۰ سال) مردان IFFHS :۲۰۲۴
- تیم منتخب یوفا (زیر ۲۰ سال) IFFHS مردان: ۲۰۲۳ و ۲۰۲۴
- تیم منتخب مسابقات قهرمانی زیر ۱۷ سال اروپا: ۲۰۲۳
- تیم منتخب فصل لالیگا: ۲۰۲۵–۲۰۲۴
- تیم منتخب فصل لیگ قهرمانان اروپا: ۲۰۲۵–۲۰۲۴
- بازیکن جوان فصل مردان اتلتیک اروپا: ۲۰۲۵–۲۰۲۴

## آمار

### آمار ملی

#### بازی‌های ملی
تا تاریخ ۶ ژوئن ۲۰۲۵
| اسپانیا | اسپانیا | اسپانیا |
| سال     | بازی    | گل      |
| ------- | ------- | ------- |
| ۲۰۲۳    | ۴       | ۲       |
| ۲۰۲۴    | ۱۳      | ۱       |
| ۲۰۲۵    | ۳       | ۳       |
| مجموع   | ۲۰      | ۶       |

#### گل‌های ملی
تا تاریخ ۶ ژوئن ۲۰۲۵
امتیاز اسپانیا در ابتدا ذکر شده است، ستون گل، نشان‌دهندهٔ امتیاز بعد از هر گل یامال است.
|   | تاریخ          | مکان                                    | بازی ملی | حریف    | گل  | نتیجه | رقابت                               |
| - | -------------- | --------------------------------------- | -------- | ------- | --- | ----- | ----------------------------------- |
| ۱ | ۸ سپتامبر ۲۰۲۳ | ورزشگاه دینامو آرنا، تفلیس، گرجستان     | ۱        | گرجستان | ۷–۱ | ۷–۱   | مرحله مقدماتی جام ملت‌های اروپا ۲۰۲۴ |
| ۲ | ۱۶ نوامبر ۲۰۲۳ | ورزشگاه آلفامگا، لیماسول، قبرس          | ۳        | قبرس    | ۱–۰ | ۳–۱   | مرحله مقدماتی جام ملت‌های اروپا ۲۰۲۴ |
| ۳ | ۹ ژوئیه ۲۰۲۴   | ورزشگاه آلیانتس آرنا، مونیخ، آلمان      | ۱۳       | فرانسه  | ۱–۱ | ۲–۱   | جام ملت‌های اروپا ۲۰۲۴               |
| ۴ | ۲۳ مارس ۲۰۲۵   | ورزشگاه مستایا، والنسیا اسپانیا         | ۱۹       | هلند    | ۳–۲ | ۳–۳   | لیگ ملت‌های اروپا ۲۵–۲۰۲۴            |
| ۵ | ۵ ژوئن ۲۰۲۵    | ورزشگاه مرسدس بنز آرنا، اشتوتگارت آلمان | ۲۰       | فرانسه  | ۰–۳ | ۴–۵   | نیمه نهایی لیگ ملت‌های اروپا ۲۵–۲۰۲۴ |
| ۶ | ۵ ژوئن ۲۰۲۵    | ورزشگاه مرسدس بنز آرنا، اشتوتگارت آلمان | ۲۰       | فرانسه  | ۰–۴ | ۴–۵   | نیمه نهایی لیگ ملت‌های اروپا ۲۵–۲۰۲۴ |